# Białe Błota (powiat świecki)
Białe Błota – wieś w Polsce położona w województwie kujawsko-pomorskim, w powiecie świeckim, w gminie Jeżewo.
W latach 1975–1998 miejscowość należała administracyjnie do województwa bydgoskiego. Według Narodowego Spisu Powszechnego (III 2011 r.) liczyła 112 mieszkańców. Jest piętnastą co do wielkości miejscowością gminy Jeżewo.